# Feira Internacional da Cadeia Produtiva da Madeira
A Feira Internacional da Cadeia Produtiva da Madeira (FICMA) é uma feira de negócios que surgiu no Paraná, Brasil.
A FICMA surgiu no interior do estado do Paraná, em Telêmaco Borba, inspirada nos grandes eventos da cadeia produtiva da madeira e do setor florestal. A região dos Campos Gerais do Paraná abriga um dos maiores polos florestal-madeireiro do Brasil. A região abriga diversas empresas do setor florestal, industrias da madeira e de celulose e papel. O município de Telêmaco Borba é conhecido por abrigar desde da década de 1940 a Unidade Monte Alegre da Klabin S.A., fazendo da cidade uma referência do setor.
Segundo o IBGE o município de Telêmaco Borba é o maior gerador de riquezas da silvicultura no Brasil. O município já apresentou o maior valor de produção do país, atingindo 326,9 milhões de reais. Telêmaco Borba possui 165,3 mil hectares de área plantada para a silvicultura, sendo 93,3 mil hectares ocupados por eucalipto, e outros 71,7 mil hectares com pinus. O município é destaque nacional na produção de madeira, tendo uma das maiores áreas de reflorestamento do Paraná e do Brasil. Em relação a madeira, a produção é destinada principalmente à indústria de celulose. O Paraná possui a segunda maior área de florestas plantadas do país, com 1,5 milhão de hectares, dos quais 53,4% são cultivados os pinus. Os valores da silvicultura e da extração vegetal somam 20,6 bilhões de reais no Brasil. Atrás somente de Minas Gerais, o Paraná registra um valor de produção da silvicultura de 3,1 bilhões de reais.
A primeira edição da feira ocorreu na cidade de Telêmaco Borba em 2008, entre os meses de junho e julho, no Centro de Exposições de Telêmaco Borba. A edição tratou de apresentar as novidades tecnológicas do setor e reunir empresas e profissionais técnicos de todo o Brasil. A edição foi voltada para o plantio de florestas, soluções para pragas do eucalipto, uso de hidro-retentores como modelo de eficiência, inovações tecnológicas na adubação de eucaliptos e perspectivas para o fomento florestal. O Instituto Paranaense de Assistência Técnica e Extensão Rural (EMATER-PR) realizou durante a FICMA o 3° Encontro de Produtores de Madeira, com a presença de mais de 150 pequenos produtores de reflorestamento do Paraná. A realização de todo o evento contou com o apoio da Prefeitura Municipal de Telêmaco Borba e demonstrou ainda estar voltada para a preservação ambiental e o manejo sustentável de florestas, bem como a tecnologia da madeira de reflorestamentos, a exposição de projetos florestais e madeireiros, cursos e palestras para negócios e capacitação do setor. Com participação de 27 empresas de vários estados, como Santa Catarina, Rio Grande do Sul, São Paulo, além do Paraná, a edição de 2008 reuniu cerca de três mil profissionais, além de acadêmicos e autoridades. Participaram da exposição empresas como a Guarany, Bayer, Basf, Banco Compo, Hidroplan, Mirex e Monsanto, entre outras.
A edição de 2010 ocorreu no mês de março, em Ponta Grossa, reunindo 50 expositores no Centro de Eventos. Com o apoio da Prefeitura Municipal de Ponta Grossa, esta edição foi voltada à capacitação, novos conhecimentos, técnicas e tecnologias ligadas ao setor da silvicultura em todos os seus processos de utilização, tendo como base a sustentabilidade e a do fornecimento de matéria-prima de qualidade.
As primeiras edições da feira foram organizadas pela Ferrari Feiras e Eventos e ocorreram no primeiro semestre do ano, compondo o calendário brasileiro de exposições e feiras do Ministério das Relações Exteriores e do Ministério do Desenvolvimento, Indústria e Comércio Exterior. O público alvo do evento busca reunir pessoas de todo o Brasil e de outros países, principalmente do Mercosul, empresários, engenheiros, técnicos, universitários, trabalhadores, expositores, pessoas envolvidas no setor florestal madeireiro e visitantes em geral.